# Tituly a vyznamenání Mikuláše II. Alexandroviče

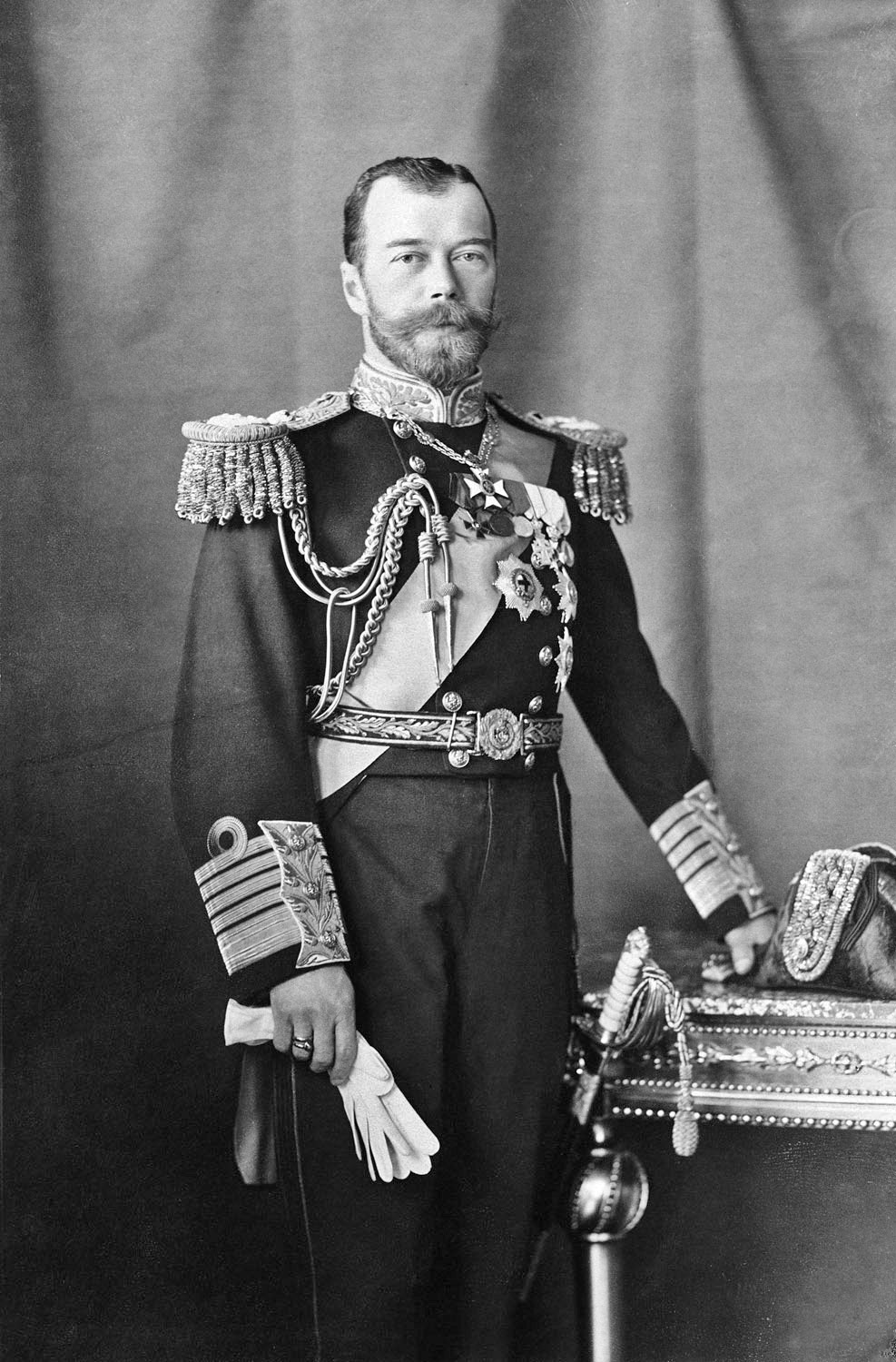
Ruský car Mikuláš II. v uniformě zdobené řadou vyznamenání

Erb Mikuláše II. jakožto rytíře španělského Řádu zlatého rouna

Erb Mikuláše II. jakožto rytíře Řádu Serafínů

Mikuláš II. Alexandrovič, poslední ruský car, polský král a finský velkokníže, obdržel během svého života řadu titulů i vyznamenání.

## Tituly
- 18. května 1868 – 13. března 1881: Jeho Imperátorská Výsost velkovévoda Mikuláš Alexandrovič Ruský
- 13. března 1881 – 1. listopadu 1894: Jeho Imperátorská Výsost ruský carevič
- 1. listopadu 1894 – 15. března 1917: Jeho Imperátorské Veličenstvo ruský car
- 15. března 1917 – 17. července 1918: Mikuláše Alexandrovič Romanov

Podle článku 59 ústavy z roku 1906 zněl celý titul Mikuláše II.: Z Boží milosti, My Mikuláš, imperátor a samoděržec vší Rusy, vládce Moskvy, Kyjeva, Vladimiru, Novgorodu, car kazaňský, car astrachaňský, car polský, car sibiřský, car krymský, car gruzínský, pán Pskova, velkokníže smolenský, litevský, volyňský, podolijský a finský, kníže estonský, livonský, kuronský, zemgalský, žmuďský, bělostocký, karelijský, tverský, jurgský, permský, kirovský, bogarský a dalších, vládce a velkokníže nižněnovgorodský, černihivský, rjazaňský, polocký, rostovský, jaroslavský, belozerský, udorský, salechardský, kondijský, vitebský a mstislavský, a vládce všech zemí Severie, vládce a pán Ibérie, Kartli, Karabadinských zemí a arménských provincií, dědičný vládce a vlastník Čerkeska a dalších, vládce Turkestánu, dědic Norska, vévoda šlesvicko-holštýnský, stormarnský, dithmarschenský a oldenburský etc. etc. etc.

## Vyznamenání

### Ruská vyznamenání
- rytíř Řádu svatého Ondřeje – 1. června 1868
- rytíř Řádu svatého Alexandra Něvského – 1. června 1868
- rytíř Řádu bílého orla – 1. června 1868
- rytíř I. třídy Řádu svaté Anny – 1. června 1868
- rytíř I. třídy Řádu svatého Stanislava – 1. června 1868
- Řád svatého Vladimíra IV. třídy – 11. září 1890
- Řád svatého Jiří IV. třídy – 7. listopadu 1915

### Zahraniční vyznamenání
- Bádenské velkovévodství
  -  rytíř Domácího řádu věrnosti – 1883[3]
  -  rytíř Řádu Bertholda I. – 1883[4]
- Bavorské království
  -  rytíř Řádu svatého Huberta – 1884[5]
- Belgie
  -  velkostuha Řádu Leopoldova – 18. května 1884
- Brazílie
  -  velkokříž Řádu Jižního kříže – 1. října 1884
- Bucharský emirát
  - Řád vznešené Buchary – 14. listopadu 1885
  - Řád vznešené Buchary s diamanty – 11. března 1889
  - Řád bucharské koruny s diamanty – 3. prosince 1893
  - Řád Alexanderova slunce – 30. května 1898
- Bulharsko
  -  velkokříž Řádu svatého Alexandra – 18. května 1884
  -  rytíř Královského řádu svatých Cyrila a Metoděje – 23. února 1910[6]
- Černohorské knížectví
  -  velkokříž Řádu knížete Danila I.[7]

- Čching
  -  Řád dvojitého draka I. třídy I. stupně s diamanty – 4. května 1896

- Dánsko
  -  rytíř Řádu slona – 18. května 1884[8]
  -  Čestný kříž Řádu Dannebrog – 11. září 1891[8]
  - Pamětní medaile zlaté svatby krále Kristiána IX. a královny Luisy – 1892[8]
  -  velkokomtur Řádu Dannebrog – 26. listopadu 1894[8]
- Etiopské císařství
  -  velkokříž Řádu Šalomounovy pečeti – 12. července 1895
- Francie
  -  velkokříž Řádu čestné legie – 18. května 1884[9]

- Hesenské velkovévodství
  -  velkokříž Řádu Ludvíkova – 14. května 1884

- Italské království
  -  rytíř Řádu zvěstování – 18. května 1884
  -  velkokříž Řádu svatých Mořice a Lazara – 18. května 1884
  -  zlatá Medaile za vojenské zásluhy – 4. září 1916[10]
- Japonsko
  -  velkostuha Řádu chryzantémy – 17. června 1882
  -  velkostuha s řetězem Řádu chryzantémy – 3. března 1896[11]
  -  Řád vycházejícího slunce s květy paulovnie – 16. září 1882

- Meklenbursko
  -  velkokříž se zlatou korunou Domácího řádu vendické koruny – 21. ledna 1879

- Mongolský chanát
  - Řád drahocenné hůlky – 1913
- Německá říše
  -  rytíř Řádu černé orlice – 18. května 1884
- Nizozemsko
  -  velkokříž Řádu nizozemského lva – 27. března 1881
  - Pamětní medaile druhé haagské mírové konference – 1907

- Oldenburské velkovévodství
  -  velkokříž Domácího a záslužného řádu vévody Petra Fridricha Ludvíka – 27. dubna 1881

- Osmanská říše
  -  Řád Osmanie I. třídy – 9. srpna 1884

- Portugalsko
  -  velkokříž Stuhy dvou řádů – 25. května 1881
  -  Stuha tří řádů – 9. dubna 1896
- Rakousko-Uhersko
  -  velkokříž Královského uherského řádu svatého Štěpána – 18. května 1884[12]
- Rumunsko
  -  velkokříž Řádu rumunské hvězdy – 18. května 1884
  -  velkokříž s řetězem Řádu Karla I. – 15. června 1906
- Řecko
  -  velkokříž Řádu Spasitele – 18. května 1884
- Saské království
  -  rytíř Řádu routové koruny[13]

- Sasko-výmarsko-eisenašské vévodství
  -  velkokříž Řádu bílého sokola – 1881[14]

- Siam
  -  rytíř Řádu Mahá Čakrí – 20. března 1891[15]

- Spojené království
  -  rytíř Podvazkového řádu – 1. července 1893[16]
  -  Královský Viktoriin řetěz – 6. září 1904[17]
  -  čestný rytíř velkokříže Řádu lázně, vojenská divize – 20. října 1916[18]

- Srbské království
  -  velkokříž Řádu svatého Sávy[19]
  -  velkokříž Řádu hvězdy Karadjordjevićů – 1910

- Španělsko
  -  rytíř Řádu zlatého rouna – 12. dubna 1883[20]
- Švédsko
  -  rytíř Řádu Serafínů – 19. května 1883[21]
  -  řetěz Řádu Serafínů – 25. května 1908
- Vatikán
  -  velkokříž Rytířského řádu Božího hrobu jeruzalémského – 18. května 1884
- Württemberské království
  -  velkokříž Řádu württemberské koruny – 1884[22]